# Robert Rehan
Robert Rehan (* 13. März 1901 in Kiel; † 1988) war ein deutscher Komponist, Geiger und Pianist.

## Leben
Robert Rehan studierte zunächst von 1916 bis 1918 am Straßburger Konservatorium bei Marie-Joseph Erb und wirkte anschließend als Musiklehrer in Baden. 1922 wurde er Meisterschüler bei Hans Pfitzner an der Akademie der Künste in Berlin.
Von 1925 bis 1927 wirkte er als Theaterkapellmeister in Aachen, von 1934 bis 1944 war er Dramaturg an der Kölner Oper und dann Klavierbegleiter von Erna Sack.
Er betreute einige Werke seines Lehrers Hans Pfitzner editorisch, u. a. die Eichendorff-Kantate Von deutscher Seele (op. 28; 1921). Er ergänzte Pfitzners unvollendete Vertonung der Urworte. Orphisch (ursprünglich geplant als Auftragswerk zum Goethe-Jahr 1949, auf Initiative des Weimarer Generalmusikdirektors Hermann Abendroth).
Robert Rehan lebte zuletzt in München. Sein Grab befindet sich auf dem Friedhof Haidhausen.

## Kompositionen
- Sinfonischer Prolog zu Grabbes „Don Juan und Faust“ op. 12 (1918)
- Aphoristische Suite (op. 19) für Orchester (2.2.2.2 – 3.2.3.0 – Harfe – Celesta – Pauken, Schlagzeug – Streicher)
- Goldoniana. Ouvertüre für Orchester (2.2.2.2 – 4.2.3.0 – Harfe – Mandoline [ad lib.] – Pauken, Schlagzeug – Streicher)

### Bearbeitung
- Hans Pfitzner: Urworte. Orphisch (op. 57; 1948/49). Kantate für Solostimmen, Chor, Orchester und Orgel. Fragment, ergänzt von Robert Rehan; Erstausgabe 1952. Texte: Johann Wolfgang von Goethe. UA 17. Juli 1952 München (Kongresssaal des Deutschen Museums; Clara Ebers [Sopran], Gertrude Pitzinger [Alt], Walter Ludwig [Tenor], Hans Hotter [Bass]; Chor und Symphonieorchester des Bayerischen Rundfunks, Dirigent: Eugen Jochum)